# Comuna Kuzmîn, Horodok
Kuzmîn (în ucraineană Кузьмин) este o comună în raionul Horodok, regiunea Hmelnîțkîi, Ucraina, formată din satele Kuzmîn (reședința) și Șîșkivți.

## Demografie
Componența lingvistică a comunei Kuzmîn
     Ucraineană (99,39%)
     Alte limbi (0,61%)
Conform recensământului din 2001, majoritatea populației comunei Kuzmîn era vorbitoare de ucraineană (99,39%), existând în minoritate și vorbitori de alte limbi.